# Paradise (迷你專輯)

## Chemtrails over the Country Club
《Paradise》，是拉娜·德雷發布的第三張EP，於2012年11月9日由环球音乐发行。专辑在2014年获第56届格莱美奖最佳流行演唱专辑提名。